# Константин Богородски
Константин Богородски, Константин Алексејевич Голубев (Село Барановка, Саратовска губернија, 1852 — код Богородска, јесен 1918) био је духовник Руске православне цркве, протојереј; ректор Богојављенског храма у Богородску.
Канонизован је међу светитељима Руске православне цркве 2000. године као мученик Константин Богородски.
Светитељ се празнује 19. септембра по јулијанском календару (2. октобра по грегоријанском), у Сабору Новомученика Руских и у тамошњем Сабору Новомученика Богородских 7. новембра (20. новембра).

## Породица
Рођен у породици читалаца псалама. Сироче са девет година. Супруга – Марија Никитина, рођена Анисимова († 1913), из грађанске породице у граду Волску.
Деца: Марија, удата Солодовникова, жена свештеника; Александра, удата за Часовникова, жена свештеника; Константин (1898-1970), протојереј, био је настојатељ Тројичког храма у Наташину; Леонид, завршио Московску богословску академију, био је директор гимназије; Анна; Борис; Мариамне.

## Мисионарски рад
Завршио Саратовску богословију. Од 1874. године био је мисионар Саратовског братства Часног крста у свом родном селу Барановка, где су живели многи староверци. Као резултат његовог рада као учитеља и учитеља закона у мисионарској школи коју је отворио, за само годину и по дана, сеоска парохија - 1.500 људи - приступила је Синодалној православној цркви. Од 1876. - наставник руско-словенског језика у Волској богословској школи. Од 1879. - Саратовски епархијски антисекташки и антишизматички мисионар, учествовао је у споровима са староверцима и молоканцима.

## Свештеник
Од 12. марта 1895. био је свештеник, био је настојатељ Богојављенске саборне цркве у Богородску и декан 16 парохија, где су се и староверци ширили, био је мисионар против раскола.
Од 1897. године, у исто време, руководио је Истомкинском парохијском школом у фабрици Шибајев, где је од 1901. био наставник права.
Од 1900. године био је старешина и учитељ права женске парохијске школе коју је отворио при Богојављенској саборној цркви. Био је председник окружног огранка Ћирило-Методијевског братства (од 1895), директор Богородског окружног огранка Затворског старатељског одбора (од 1895; у том својству много је помагао затвореницима) и члан окружног комитет Попечитељства народне трезвености (од 1901).

## Протојереј
Гувернер Москве Владимир Џунковски је у својим мемоарима окарактерисао оца Константина Голубева као човека екстремно десничарских ставова, „оштрог и неумереног у својим судовима“. Активно је био укључен у политичке активности, био је председник Монархистичког друштва града Богородска и Богородског одељења Савеза руског народа.

## Мучеништво
12-13. маја 1918. године у Богородску, на иницијативу црквеног савета Богојављенског сабора, одржана су црквена слава уз учешће мноштва епископа на челу са патријархом Тихоном. Завршени су великом верском литијом око града (према речима савременика, у њој је учествовало око 100 хиљада људи). Представници совјетске власти су ову процесију сматрали изазовом цркве. Нешто касније, у јесен 1918. године, отац Константин је ухапшен и после вишедневног затвора у Богородском затвору стрељан.
Када су стражари довели свештеника до места погубљења, он је поновио: „Они не знају шта раде. Према извештају Василија Шеина на Помесном сабору 1917-1918, протојереј Константин Голубев је само тешко рањен током погубљења и сахрањен полумртав, упркос захтевима умирућег свештеника и његове ћерке да га докрајче, тако да је умро у мукама. Место његовог сахрањивања на ивици борове шуме поштовали су верујући мештани свих наредних година: ту су доношене и паљене свеће и кандила и служени су помени.
Постоји сведочење да су заједно са свештеником стрељане још две особе: војник који је одбио да изврши наређење (према неким изворима, у детињству га је крстио отац Константин) и жена која је покушала да заштити мученика.
Мошти светитеља су пронађене 20. новембра 1995. године и пренете су у цркву Тихвинске иконе Богородице у Ногинску, а 2. октобра 2004. године – у Богојављенски сабор. Од 2007. године, на дан проналаска моштију, прославља се локални празник – Синаксија новомученика Богородских.

## Канонизација и поштовање
Дана 18. априла 1996. године, протојереј Константин Голубев и двојица страдалих са њим канонизовани су за локално поштоване светих Московске епархије. На Архијерејском сабору Руске православне цркве у августу 2000. канонизовани су за општецрквено поштовање.
У част новомученика освећена је црква у Ногинску и болничка црква у Реутову. У његовом родном селу Барановка постоји храм у име Константина Богородског.
Сваке године 2. октобра, на дан мученичке кончине светитеља у Богородску, у Богојављенском Саборном храму се врши литија и крсни ход.